# Bataille de Laubressel
Sixième Coalition
Batailles
Campagne de Russie (1812)
- Liste des batailles
- Mir
- Moguilev
- Ostrovno
- Vitebsk
- Kliastitsy
- Smolensk
- 1re Polotsk
- Valoutina Gora
- Moskova
- Moscou
- Winkowo
- 2e Polotsk
- Maloïaroslavets
- Gorodnia
- Czaśniki
- Viazma
- Smoliani
- Krasnoï
- Bérézina

Campagne d'Allemagne (1813)
- Dantzig
- Lunebourg
- Möckern
- Lützen
- Bautzen
- Reichenbach
- Haynau
- Luckau
- Hoyerswerda
- Lauenbourg
- Goldberg
- Gross Beeren
- Katzbach
- Dresde
- Kulm
- Dennewitz
- Peterswalde
- Liebertwolkwitz
- Leipzig
- Hanau
- Sehested
- Torgau
- Hambourg

Campagne de France (1814)
- Sainte-Croix-en-Plaine
- Besançon
- Mayence
- Metz
- Saint-Avold
- 1re Saint-Dizier
- Brienne
- La Rothière
- Campagne des Six-Jours (Champaubert
- Montmirail
- Château-Thierry
- Vauchamps)
- Mormant
- Montereau
- Bar-sur-Aube
- Saint-Julien
- Laubressel
- Berry-au-Bac
- Craonne
- Coutures
- Laon
- Soissons
- Mâcon
- Reims
- Saint-Georges-de-Reneins
- Limonest
- Arcis-sur-Aube
- Fère-Champenoise
- 2e Saint-Dizier
- Meaux
- Claye
- Villeparisis
- Paris

- Feistritz
- Caldiero (en)
- Trieste
- Mincio

- Hoogstraten (de)
- Anvers
- Berg-op-Zoom
- Courtrai

La bataille de Laubressel eut lieu le 3 mars 1814 et vit la principale armée coalisée du maréchal Charles Philippe de Schwarzenberg monter une triple attaque convergente sur l'armée française plus faible du maréchal Étienne Macdonald. Les forces françaises dirigées par le maréchal Nicolas Charles Oudinot subirent le poids des combats, au cours desquels les coalisés tentèrent de tourner leur flanc gauche. Les Français abandonnèrent Troyes et se retirèrent vers l'ouest à la suite cet affrontement. Le village de Laubressel est situé à 10 kilomètres à l'est de Troyes.
Après la victoire française à la bataille de Montereau le 18 février, l'armée de Schwarzenberg se retira derrière l'Aube. Napoléon se déplaça alors vers le nord contre l'armée de Silésie de Gebhard Leberecht von Blücher et chargea Macdonald et Oudinot de surveiller les forces de Schwarzenberg. Après avoir battu Oudinot à la bataille de Bar-sur-Aube, les coalisés repoussèrent les Français vers Troyes. À Laubressel, les coalisés eurent le dessus sur l'aile gauche d'Oudinot. Les coalisés poursuivirent lentement l'armée de Macdonald, la rejetant sur Provins, lorsque la nouvelle d'une victoire de Napoléon vint stopper l'avance de Schwarzenberg.

## Contexte

### Avancée française

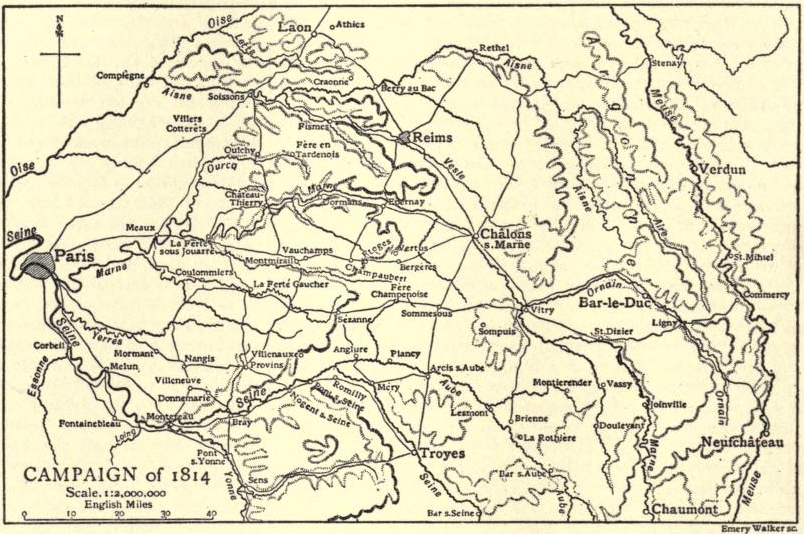
Campagne de France1814

Le 18 février 1814, Napoléon battit le prince héritier Frédéric Guillaume de Wurtemberg lors de la bataille de Montereau. Après ce revers, le général autrichien Charles Philippe de Schwarzenberg ordonna à l'armée de Bohême de se retirer à Troyes. Schwarzenberg demanda également à son allié Gebhard Leberecht von Blücher de soutenir son flanc nord à Méry-sur-Seine et le général prussien s'exécuta immédiatement. L'intention du commandant autrichien était de livrer bataille du 21 au 22 février près de Troyes ; cependant, les mauvaises nouvelles en provenance de son lieutenant dans le sud, le prince Frédéric VI de Hesse-Hombourg, le firent rapidement changer d'avis. Le maréchal Pierre Augereau menaçait en effet de reprendre Chalon-sur-Saône tandis que le général Jean Gabriel Marchand se dirigeait sur Genève. Schwarzenberg ordonna en conséquence au général Frédéric Bianchi de marcher sur Dijon à la tête du 1er corps autrichien et d'une division de réserve afin de faire sa jonction avec Hesse-Hombourg.
À Troyes, les 90 000 soldats de Schwarzenberg et les 50 000 de Blücher affrontèrent environ 75 000 soldats sous Napoléon. Malgré la supériorité numérique des coalisés sur l'empereur français, avec un rapport de deux contre un en leur faveur, les services de renseignement de Schwarzenberg surestimaient de façon chronique les effectifs de leur adversaire. Les troupes avaient des uniformes usés et manquaient de nourriture dans une zone qui avait été dépouillée de fournitures par les deux armées. Le 22 février, les Français se heurtèrent aux positions coalisées de Méry à Troyes. L'infanterie du maréchal Oudinot chassa de Méry les troupes coalisées et prit pied sur la rive d'en face, mais elle ne put se maintenir face aux contre-attaques coalisées. Dans cet affrontement, 3 600 hommes de la division Pierre François Xavier Boyer affrontèrent 5 000 Russes du VIe corps d'infanterie d’Alexeï Grigorievitch Chtcherbatov, relevant de l'autorité du général Fabian Gottlieb von Osten-Sacken, et 1 200 Prussiens du Ier corps de Ludwig Yorck von Wartenburg. Cette nuit-là, Schwarzenberg ordonna à son armée de se retirer derrière la Seine, à l'exception du IIIe corps d'Ignácz Gyulay, qui se déplacerait vers le sud-est jusqu'à Bar-sur-Seine.
Déçu par le refus de son collègue autrichien de livrer bataille, Blücher demanda et obtint l'autorisation d'opérer de manière indépendante. Il espérait rencontrer en chemin deux corps sous Ferdinand von Wintzingerode et Friedrich Wilhelm von Bülow et, ainsi renforcé, avancer sur Paris par une route plus au nord. Entre-temps, le 23 février, l'armée de Schwarzenberg se replia vers l'est, couverte par une arrière-garde sous le commandement du général bavarois Carl Philipp von Wrede. Les coalisés envoyèrent un émissaire à Napoléon pour proposer une trêve, mais celle-ci n'eut pas lieu car les conditions de l'Empereur furent jugées inacceptables. Près de Troyes, les 1 290 cavaliers de la 12e brigade de cavalerie légère d'Auguste Jean Ameil et des 21e et 26e dragons croisent le sabre avec la 2e division légère autrichienne de Moritz von Liechtenstein. La cavalerie autrichienne perd 311 hommes et trois compagnies de jägers sont capturées.
Dans son retrait, le corps principal de Schwarzenberg passa par Vendœuvre tandis que d'autres colonnes passaient par Piney au nord et Bar-sur-Seine au sud. Napoléon envoie à sa poursuite le général Étienne Maurice Gérard et le IIe corps vers Vendœuvre ainsi que le maréchal Étienne Macdonald et le XIe corps à Bar-sur-Seine. L'empereur français a tenu ses réserves près de Troyes afin d'être en mesure de réagir aux mouvements de Blücher. Le 26 février, les troupes d'Oudinot occupent Bar-sur-Aube tandis que Macdonald se déplace vers le sud-est pour s'emparer de Mussy-sur-Seine. Le lendemain matin, Napoléon apprend que l'armée de Blücher se dirige sur Paris avec trois jours de marche d'avance sur son adversaire.

### Contre-offensive alliée

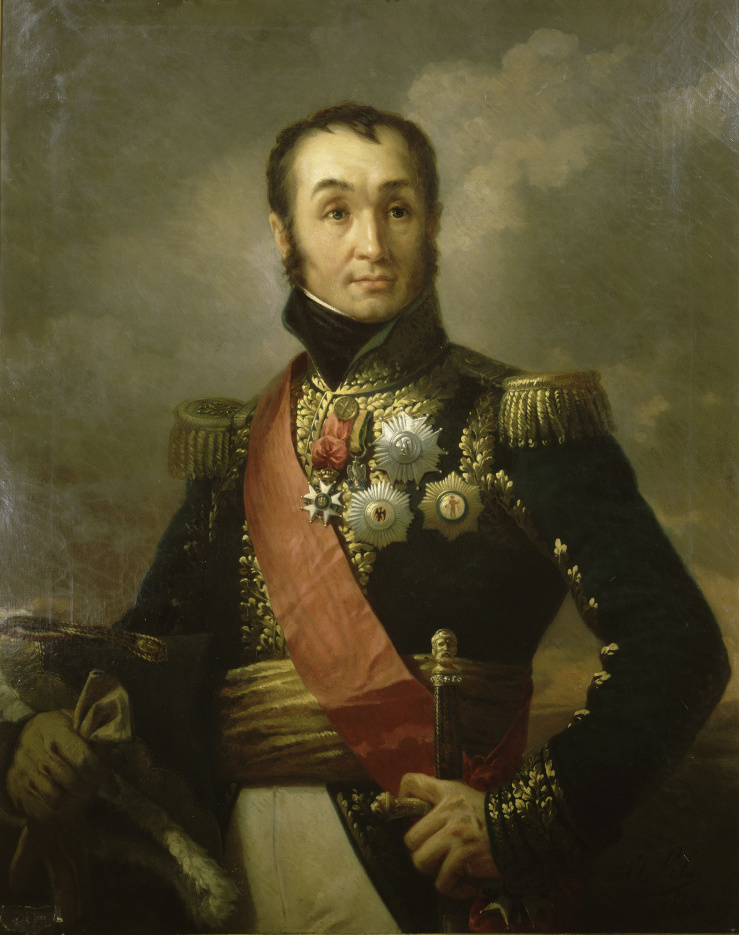
Nicolas Charles Marie Oudinot, duc de Reggio, né le 25 avril 1767 à Bar-le-Duc, mort le 13 septembre 1847 à Paris, est un général français de la Révolution et de l’Empire, élevé à la dignité de maréchal d'Empire en 1809.

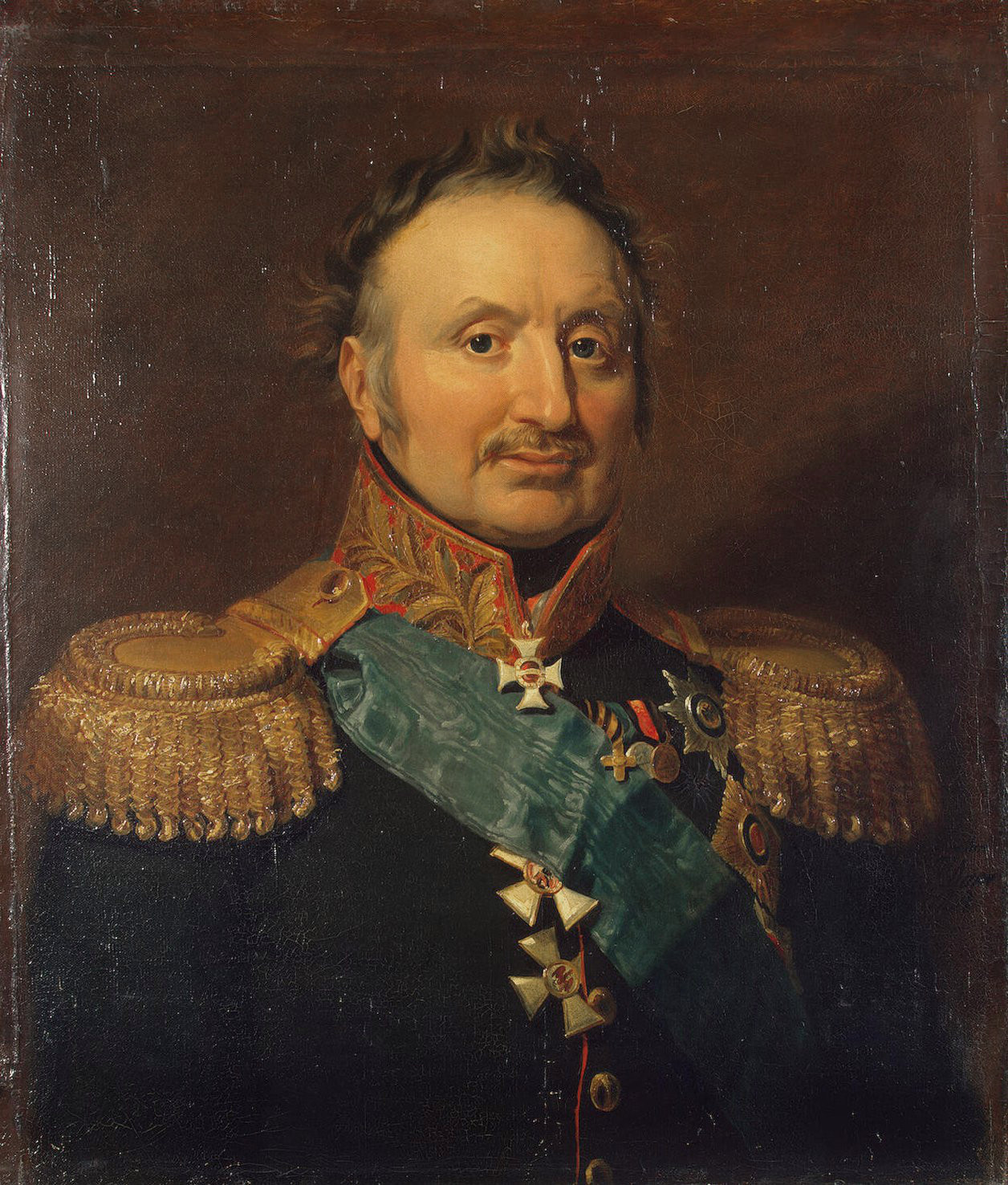
Louis-Adolphe-Pierre, prince de Sayn-Wittgenstein (en russe : Пётр Христиа́нович Ви́тгенштейн, Piotr Khristyanovitch Wittgenstein ; en allemand : Ludwig Adolph Peter Fürst zu Sayn-Wittgenstein) (5 janvier 1769 à Pereslavl-Zalesski – 11 juin 1843 à Lemberg), est un generalfeldmarschall de l'armée impériale russe qui prit part aux guerres napoléoniennes. Il combattit la Grande Armée, vainement à Austerlitz en 1805 et à Friedland en 1807, mais avec plus de réussite lors de la campagne de Russie (1812), de la campagne d'Allemagne (1813) et de la campagne de France (1814).

Napoléon ordonna à Macdonald de prendre le commandement de 42 000 soldats déployés face à Schwarzenberg et de défendre la ligne de l'Aube. Le duc de Tarente avait à sa disposition les IIe, XIe et VIIe corps ainsi que les IIe, Ve et VIe corps de cavalerie. Les maréchaux Auguste de Marmont et Édouard Mortier alignaient quant à eux 10 000 hommes face à Blücher près de Meaux. Napoléon rassembla 35 000 soldats et se mit en marche vers le nord-est afin de tomber sur les arrières de Blücher. Des mesures furent prises pour cacher le fait que Napoléon ne se trouvait plus face à l'armée de Schwarzenberg.
Le commandant autrichien devina toutefois rapidement que Napoléon était parti ailleurs. Le 27 février, il se porta contre Oudinot qui avait imprudemment déployé ses troupes sur la rive est de l'Aube et lui infligea une défaite lors de la bataille de Bar-sur-Aube. En dépit de la légère supériorité numérique du maréchal français, la plus grande partie de son artillerie et la moitié de sa cavalerie étaient restées sur la rive ouest et Oudinot ne put donc mettre en ligne que 18 000 soldats, dont 3 500 furent mis hors de combat. Une autre source évalue les pertes françaises à 2 600 tués ou blessés, 500 prisonniers et deux canons. Les pertes des coalisés s'établirent à 1 250 Russes, 400 Bavarois et 250 Autrichiens.
Le lendemain de sa défaite, Oudinot se replia sur Vendœuvre, timidement poursuivi par les coalisés. Ignorant l'échec subi par Oudinot, Macdonald s'avança vers Laferté-sur-Aube où le pont avait été détruit par les coalisés. Le 28 février, une partie du corps de Gyulai attaqua la division du général Michel Sylvestre Brayer à Silvarouvres, s'emparant du pont. Macdonald abandonna alors Laferté-sur-Aube et commença à se retirer en direction de Bar-sur-Seine. Les pertes s'équilibrèrent à environ 600 hommes de part et d'autre. Le 1er mars, les coalisés envoyèrent en reconnaissance deux contingents sous les ordres de Johann Maria Philipp Frimont et Piotr Petrovitch Pahlen. Frimont occupa Vendœuvre après quelques accrochages avec Gérard, tandis que Pahlen manœuvra sur la droite de Frimont.
Rendu confiant par ces succès, Schwarzenberg ordonna une avance sur Troyes pour le 2 mars. Ce jour-là, trouvant les troupes de Gérard en défense du pont de la Guillotière, Pahlen se dirigea vers le nord jusqu'à Dosches en passant par les villages de Mesnil-Saint-Père et Géraudot. Ses éclaireurs qui s'étaient aventurés du côté de Laubressel furent repoussés par les forces françaises. Le corps russe de Pierre Wittgenstein occupa Piney tandis que le corps austro-bavarois de Wrede coucha pour la nuit à proximité de Vendœuvre. Sur le flanc sud, le corps du prince héritier de Wurtemberg et de Gyulay poursuivit les forces de Macdonald. La division Brayer fut expulsée de Bar-sur-Seine au prix de cinq cents soldats coalisés contre une centaine de Français ; ce général français se replia en conséquence pour rejoindre le XIe corps.

## La bataille

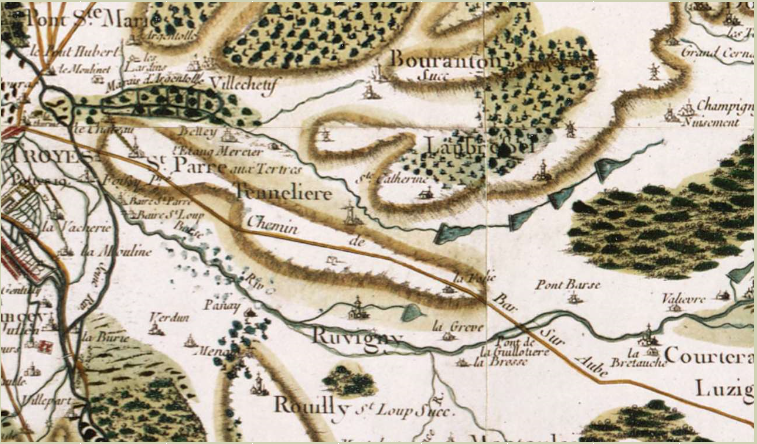
Carte de Cassini

Schwarzenberg avait prévu de déclencher le 3 mars, à 13 h, une attaque de grande ampleur dans trois directions. Il ordonna au corps de Wrede de pousser vers l'ouest le long de la route allant de Vendœuvre à Troyes et d'occuper le bois de Courteranges. Wittgenstein reçut l'ordre de se porter au sud-ouest de Piney et de faire sa jonction avec les forces de Wrede près de Laubressel. Le prince héritier et Gyulai avaient de leur côté pour mission de se diriger vers le nord-ouest depuis Bar-sur-Seine. Afin de résister à cette offensive, Oudinot affecta la division du général Guillaume Philibert Duhesme à la défense du pont de la Guillotière. La division du général Henri Rottembourg prit position sur le plateau de Laubressel, alors que la 2e division du IIe Corps reliait les positions de Duhesme et de Rottembourg à la brigade d'Étienne Anatole Gédéon Jarry, placée à gauche de Duhesme. Le VIIe corps d'Oudinot et le VIe corps de cavalerie du général François Étienne Kellermann étaient au nord-ouest, en protection du pont Saint-Hubert sur la Seine. Plus près, le IIe corps de cavalerie d'Antoine-Louis Decrest de Saint-Germain était posté à Saint-Parres-aux-Tertres. Le XIe Corps sous le général Gabriel Molitor était à proximité de Saint-Parres-lès-Vaudes sur la rive ouest de la Seine, au sud-est de Troyes. Au sud également se trouvait le Ve corps de cavalerie du général Jean-Baptiste Milhaud, dont les avant-postes étaient situés à Rumilly-lès-Vaudes et Fouchères.

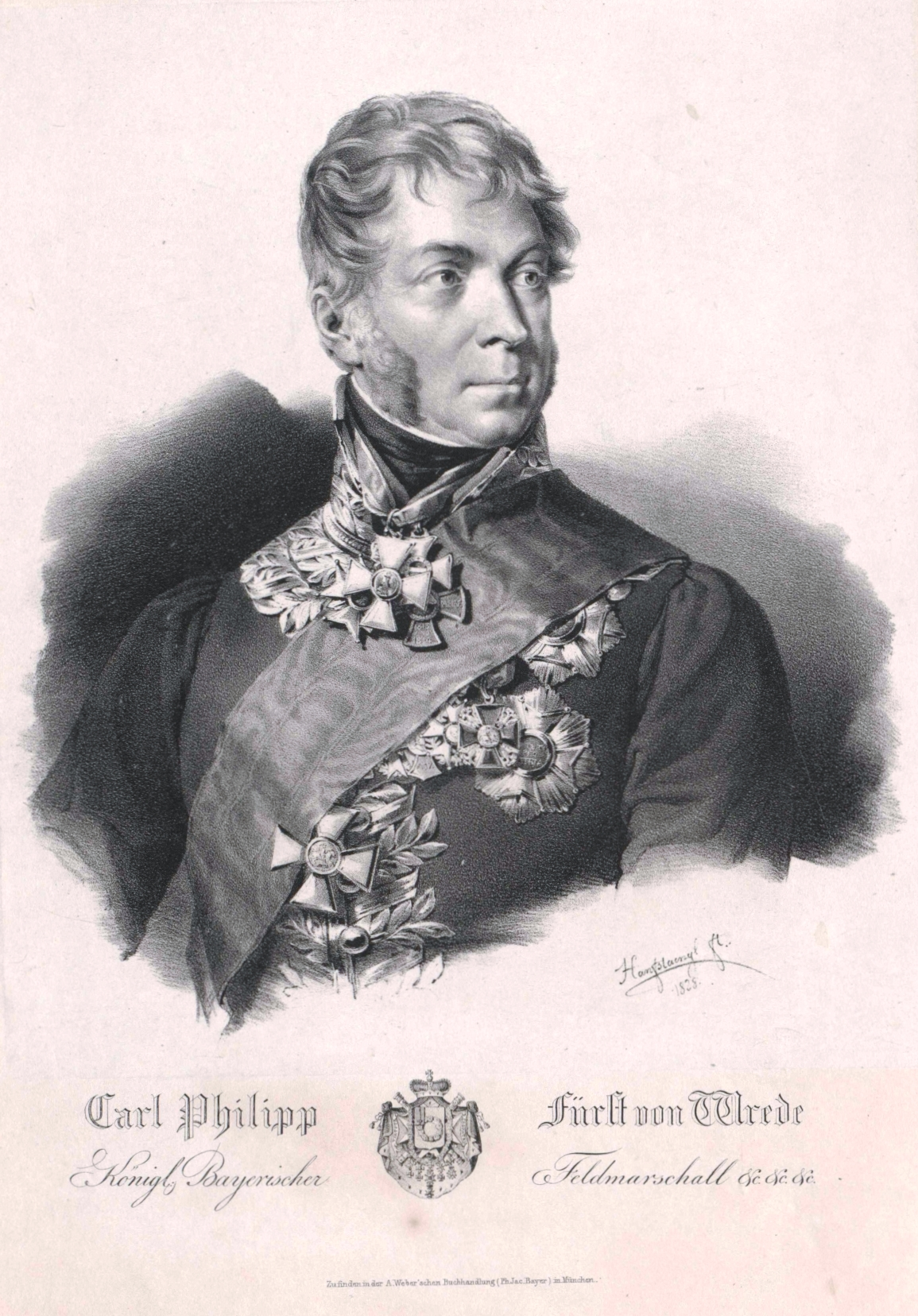
Carl Philipp Joseph von Wrede, né le 29 avril 1767 à Heidelberg, mort le 12 décembre 1838 à Ellingen en royaume de Bavière, est un feld-maréchal bavarois de la Révolution et de l’Empire.

Au matin, le corps de Wrede s'ébranla avec en tête la division bavaroise de Anton von Rechberg (de) et la division autrichienne de Johann Anton zu Hardegg (de). Le reste des forces de Wrede était à Vendœuvre avec ordre de traverser Montiéramey. L'infanterie de Wittgenstein, quittant Piney, entama son mouvement vers Laubressel via les villages de Rouilly-Sacey et Mesnil-Sellières. Ces deux corps étaient précédés par l'avant-garde de Pahlen qui se heurta rapidement aux troupes françaises de Rottembourg. L'infanterie de Pahlen engagea le combat, soutenue par trois régiments de cavalerie (cuirassiers, uhlans et hussards) et quatre canons de campagne. Alors que la cavalerie du général russe se dirigeait au nord par Bouranton pour tenter d'envelopper le flanc gauche français, elle atteignit le village non gardé de Thennelières, sur les arrières de l'ennemi, et sabra un parc d'artillerie faiblement escorté. La cavalerie de Saint-Germain fit son apparition et récupéra la majeure partie du parc, mais non sans que les cavaliers russes eussent fait 200 prisonniers. Saint-Germain repoussa la cavalerie de Pahlen au-delà de Bouranton tandis que le corps de Kellermann s'installa à Saint-Parres-aux-Tertres pour remplacer le 2e corps de cavalerie.
À 15 h, Wittgenstein, entendant le grondement des canons de Wrede contre les positions françaises, lança une attaque dans deux directions : à droite, le duc Eugène de Wurtemberg, avec le IIe corps d'infanterie russe, devait se porter contre Bouranton tandis qu'à gauche, le Ier corps d'infanterie du général Andreï Ivanovitch Gortchakov était chargé de prendre Laubressel. Les troupes d'assaut furent formées en colonnes par bataillon précédées de tirailleurs et bénéficiant d'un puissant soutien d'artillerie. La 3e division d'Eugène prit facilement Bouranton et progressa sur Thennelières, mais elle fut contre-chargée par la cavalerie de Kellermann qui avait rejoint le théâtre des combats. La 4e division du prince de Wurtemberg eut du mal à se frayer un chemin sur les pentes de Laubressel, couvertes de vignes. Après avoir tout de même atteint le sommet, la 4e division dut faire face aux attaques de la cavalerie de Saint-Germain. L'infanterie de Rottembourg, qui ne disposait que de six pièces d'artillerie, souffrit beaucoup sous le feu des 32 canons de campagne déployés par les Russes.
De son côté, Wrede dépêcha quatre ou cinq bataillons bavarois vers la Barce, près de Courteranges. Ces unités cheminèrent à travers bois et rejoignirent les Russes de Wittgenstein. Alors que les Russes repoussaient peu à peu Rottembourg du plateau de Laubressel, Oudinot donna l'ordre de battre en retraite. L'avancée de Gorchakov était ralentie par la présence de vingt escadrons de cavalerie français, mais le régiment russe Kaluga se porta en avant sans ordre et, sous les yeux du roi Frédéric-Guillaume III de Prusse, s'empara des hauteurs. Au même moment, la brigade d'Antoine Alexandre Julienne de Bélair, de la 2e division du 2e corps, fut chargée de front par deux régiments russes et de flanc par deux autres ; en quelques instants, la brigade Bélair fut écrasée et mise en fuite.
Voyant son flanc tourné, le général Gérard se résigna à son tour à abandonner le terrain. Il semble que Jarry commandait par intérim la 2e division du 2e corps, car lui et Rottembourg unirent leurs divisions et se replièrent en ordre après avoir évacué Laubressel, soutenu par la cavalerie et l'artillerie. Wrede choisit ce moment pour attaquer directement le pont de la Guillotière avec quatre bataillons bavarois tout en renforçant sa gauche avec d'autres unités. Dans la confusion, Duhesme ne fut pas informé des premiers ordres de retraite et était presque complètement encerclé lorsque Gérard les lui fit parvenir une deuxième fois. Traqué par les dragons autrichiens du régiment Knesevich no 3 et les hussards du régiment Szekler no 11, les troupes de Duhesme parvinrent néanmoins à se frayer un chemin vers Saint-Parres-aux-Tertres, non sans avoir perdu 400 hommes et deux canons. Sur la gauche en revanche, le prince héritier était demeuré inactif, permettant au XIe corps de Molitor et à la cavalerie de Milhaud de se retirer sans incident.

## Bilan

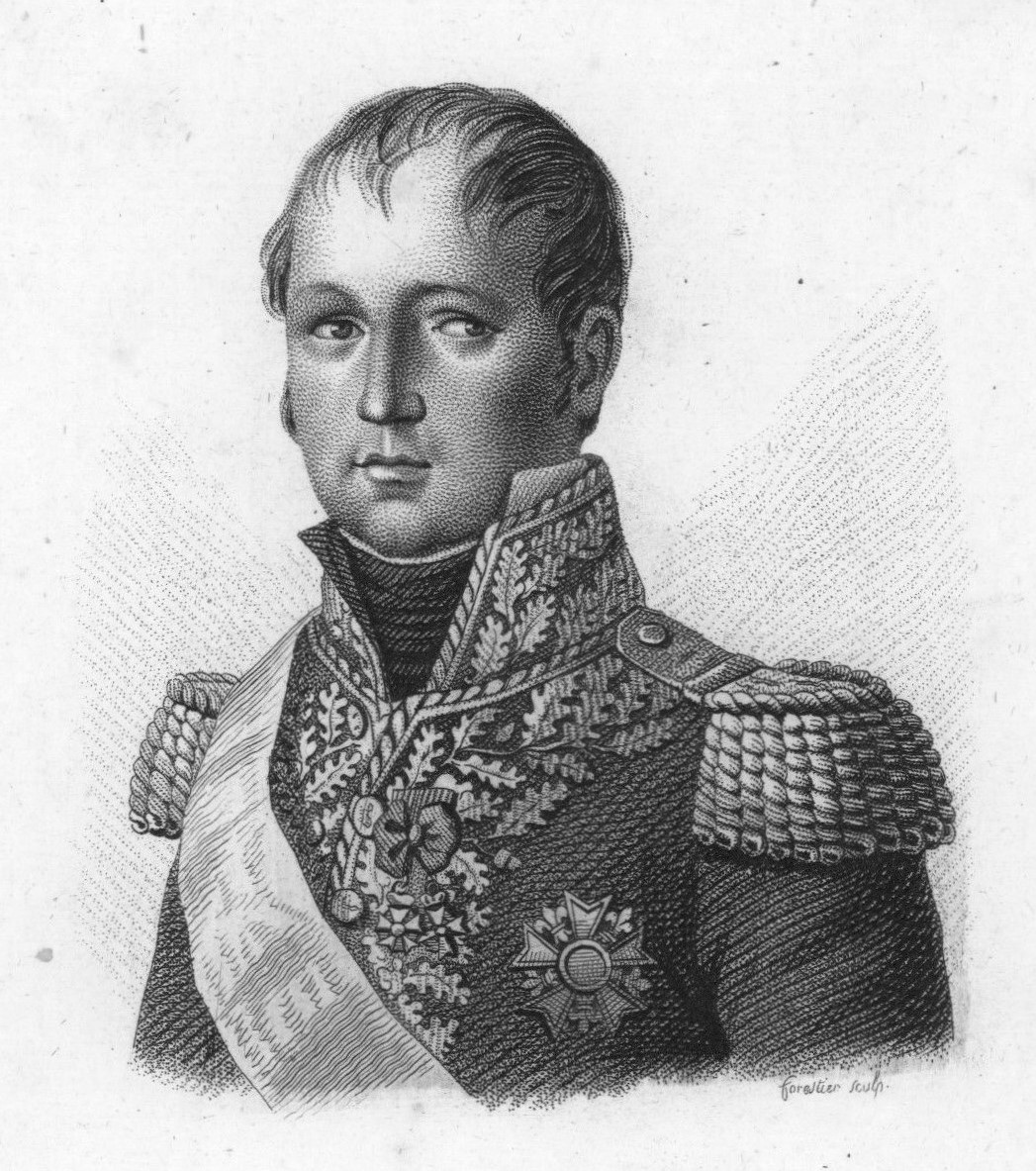
Étienne Maurice, comte Gérard est un maréchal de France et homme d'État, né le 4 avril 1773 à Damvillers dans la Meuse et mort le 17 avril 1852 à Paris.

Une première source évalue les pertes françaises à 2 600 tués et blessés et 460 prisonniers, celles des Russes à 1 200 et celles des Bavarois à 300. Selon une autre source, les coalisés auraient fait 1 500 prisonniers et pris 7 canons, au prix d'environ 1 000 tués ou blessés dans leurs rangs. Une troisième source estime que les Français perdirent 1 000 tués et blessés, 2 000 prisonniers et 11 canons sur un total de 20 000 hommes engagés ; les pertes de la Coalition s'élèveraient quant à elles à 1 000 tués et blessés sur 32 000 soldats ayant participé à la bataille. Macdonald, malade, ne disposait désormais que de 21 000 fantassins et 4 000 cavaliers pour faire face à une armée alliée beaucoup plus importante. Le maréchal français décida donc de battre en retraite de manière délibérée afin d'assurer la protection de ses bagages.
Toujours inquiet de la possibilité d'une intervention soudaine de Napoléon, Schwarzenberg ordonna à Wittgenstein et Wrede d'attaquer Troyes sans délais. Gérard résista sur la rive est de la Seine jusqu'à 11 h avant de reculer sur Troyes. Les coalisés firent irruption dans les faubourgs mais furent stoppés sous les murs de la ville. Des obusiers furent alors mis en batterie et commencèrent à bombarder la ville. La garnison française profita d'une accalmie pour abandonner Troyes et rejoindre l'armée en retraite de Macdonald. Oudinot n'ayant pas jugé nécessaire de poster une forte arrière-garde à La Chapelle-Saint-Luc, la cavalerie de Kellermann fut surprise sur ses arrières par la cavalerie bavaroise, dont l'apparition jeta un vent de panique. Heureusement pour les Français, leur infanterie résista au choc, mais 400 prisonniers tombèrent aux mains des coalisés lors de cette affaire.
À Troyes, la ville fut littéralement mise à sac par les coalisés pendant deux jours. Après avoir repris leurs troupes en mains, Wittgenstein et Wrede marchèrent contre les Français tandis que le prince héritier et Gyulay progressaient en direction de Sens. Schwarzenberg lui-même demeura à Troyes jusqu'au 12 mars. Le 16, les coalisés chassèrent l'armée de Macdonald de Provins. Schwarzenberg, informé le même jour de la victoire de Napoléon à la bataille de Reims et de l'occupation de Châlons-sur-Marne par les Français, suspendit alors sa manœuvre.

## Forces en présence

### Armée française
| Corps                                                   | Division                        | Inf/Cav (Sporschil) | Inf/Cav (Fr. Archives) | Artilleurs (Fr. Arch.) | Canons (Fr. Arch.) |
| ------------------------------------------------------- | ------------------------------- | ------------------- | ---------------------- | ---------------------- | ------------------ |
| IIe Corps: Étienne Maurice Gérard                       | Guillaume Philibert Duhesme     | 1,970               | 1,883                  | 128                    | 6                  |
| IIe Corps: Étienne Maurice Gérard                       | Jacques Félix de La Hamelinaye  | 1,800               | 1,027                  | 134                    | 6                  |
| IIe Corps: Étienne Maurice Gérard                       | Corps d'artillerie              | -                   | -                      | 476                    | 11                 |
| VIIe Corps: Nicolas Oudinot                             | Henri Rottembourg               | 2,628               | 2,496                  | 129                    | 8                  |
| VIIe Corps: Nicolas Oudinot                             | Jean François Leval             | 4,365               | 4,021                  | 249                    | ?                  |
| VIIe Corps: Nicolas Oudinot                             | David Chassé                    | 2,515               | 2,215                  | 265                    | 12                 |
| VIIe Corps: Nicolas Oudinot                             | Michel Marie Pacthod            | 4,027               | 4,027                  | 177                    | 6                  |
| VIIe Corps: Nicolas Oudinot                             | Corps d'artillerie              | -                   | -                      | 304                    | 18                 |
| XIe Corps: Gabriel Jean Joseph Molitor                  | Joseph Jean Baptiste Albert     | 1,520               | 3,357                  | 321                    | -                  |
| XIe Corps: Gabriel Jean Joseph Molitor                  | Michel Sylvestre Brayer         | 1,370               | 2,134                  | 264                    | -                  |
| XIe Corps: Gabriel Jean Joseph Molitor                  | François Pierre Amey            | 2,681               | 772                    | 70                     | -                  |
| XIe Corps: Gabriel Jean Joseph Molitor                  | Corps de cavalerie: 13e Hussars | -                   | 301                    | -                      | -                  |
| XIe Corps: Gabriel Jean Joseph Molitor                  | Corps d'artillerie              | -                   | -                      | 1,305                  | 48                 |
| IIe Corps de cavalerie : Antoine-Louis de Saint-Germain | Antoine Maurin                  | 1,325               | 1,082                  | 106                    | 4                  |
| IIe Corps de cavalerie : Antoine-Louis de Saint-Germain | Jacques-Antoine-Adrien Delort   | 1,270               | 704                    | 143                    | 6                  |
| Ve Corps de cavalerie : Édouard Jean Baptiste Milhaud   | Hippolyte Piré                  | 1,421               | 1,421                  | -                      | -                  |
| Ve Corps de cavalerie : Édouard Jean Baptiste Milhaud   | André Briche                    | 1,700               | 1,700                  | -                      | -                  |
| Ve Corps de cavalerie : Édouard Jean Baptiste Milhaud   | Samuel-François Lhéritier       | 1,269               | 1,269                  | -                      | -                  |
| Ve Corps de cavalerie : Édouard Jean Baptiste Milhaud   | Corps d'artillerie              | -                   | -                      | 265                    | 14                 |
| VIe Corps de cavalerie : François Étienne Kellermann    | Charles Claude Jacquinot        | 1,258               | 1,665                  | -                      | -                  |
| VIe Corps de cavalerie : François Étienne Kellermann    | Anne-François-Charles Trelliard | 1,747               | 2,028                  | 195                    | 6                  |

### Armée de la Coalition
| Corps                                         | Division                                                      | Canons |
| --------------------------------------------- | ------------------------------------------------------------- | ------ |
| IIIe Corps: Ignácz Gyulay 10,000              | 1re Division: Louis Charles Folliot de Crenneville            | 6      |
| IIIe Corps: Ignácz Gyulay 10,000              | 2e Division: Johann Karl Hennequin de Fresnel                 | 16     |
| IIIe Corps: Ignácz Gyulay 10,000              | 3e Division: Louis Aloÿs de Hohenlohe-Waldenbourg-Bartenstein | 16     |
| IIIe Corps: Ignácz Gyulay 10,000              | Corps d'artillerie                                            | 18     |
| IVe Corps: Guillaume Ier de Wurtemberg 15,000 | Division de cavalerie : Prince Adam of Württemberg            | 12     |
| IVe Corps: Guillaume Ier de Wurtemberg 15,000 | 1re Division: Christian Gottgetreu von Koch                   | 12     |
| IVe Corps: Guillaume Ier de Wurtemberg 15,000 | 2e Division: Christoph Friedrich von Döring                   | 12     |
| IVe Corps: Guillaume Ier de Wurtemberg 15,000 | Corps d'artillerie                                            | 6      |
| Ve Corps: Karl Philipp von Wrede 20,000       | 1re Division bavaroise : Anton von Rechberg                   | 14     |
| Ve Corps: Karl Philipp von Wrede 20,000       | 2e Division bavaroise : Karl von Becker                       | 14     |
| Ve Corps: Karl Philipp von Wrede 20,000       | 3e Division bavaroise : Peter de Lamotte                      | 14     |
| Ve Corps: Karl Philipp von Wrede 20,000       | 1re Division autrichienne : Anton Leonhard von Hardegg        | 6      |
| Ve Corps: Karl Philipp von Wrede 20,000       | 2e Division autrichienne : Ignaz Splény de Miháldi            | 18     |
| Ve Corps: Karl Philipp von Wrede 20,000       | Corps d'artillerie                                            | 38     |
| VIe Corps: Peter Wittgenstein 14,000          | I Corps d'infanterie : Andreï Ivanovitch Gortchakov           | 36     |
| VIe Corps: Peter Wittgenstein 14,000          | II Corps d'infanterie : Duc Eugène de Wurtemberg              | 36     |
| VIe Corps: Peter Wittgenstein 14,000          | Corps de cavalerie: Peter Graf von der Pahlen                 | -      |
| VIe Corps: Peter Wittgenstein 14,000          | Corps d'artillerie                                            | 24     |